# Víctor Celestino Algarañaz
Víctor Celestino Algarañaz (6 d'abril de 1926 - ?) fou un futbolista bolivià.

## Selecció de Bolívia
Va formar part de l'equip bolivià a la Copa del Món de 1950.